# Kayser Bjerg
Kayser Bjerg är ett berg i Grönland (Kungariket Danmark). Det ligger i den norra delen av Grönland, 1 900 km norr om huvudstaden Nuuk. Toppen på Kayser Bjerg är 591 meter över havet.
Terrängen runt Kayser Bjerg är huvudsakligen kuperad, men åt sydost är den platt.  Trakten runt Kayser Bjerg är nära nog obefolkad, med mindre än två invånare per kvadratkilometer. Det finns inga samhällen i närheten. Trakten runt Kayser Bjerg är permanent täckt av is och snö.